# Avenue Victor-Hugo (Bagneux, Hauts-de-Seine)
Pour les articles homonymes, voir Avenue Victor-Hugo.
L’avenue Victor-Hugo est une voie de communication de Bagneux.

## Situation et accès
Cette avenue est desservie par la station de métro Bagneux - Lucie Aubrac de la ligne 4 du métro de Paris, et de la ligne 15 du futur métro du Grand Paris Express.

## Origine du nom

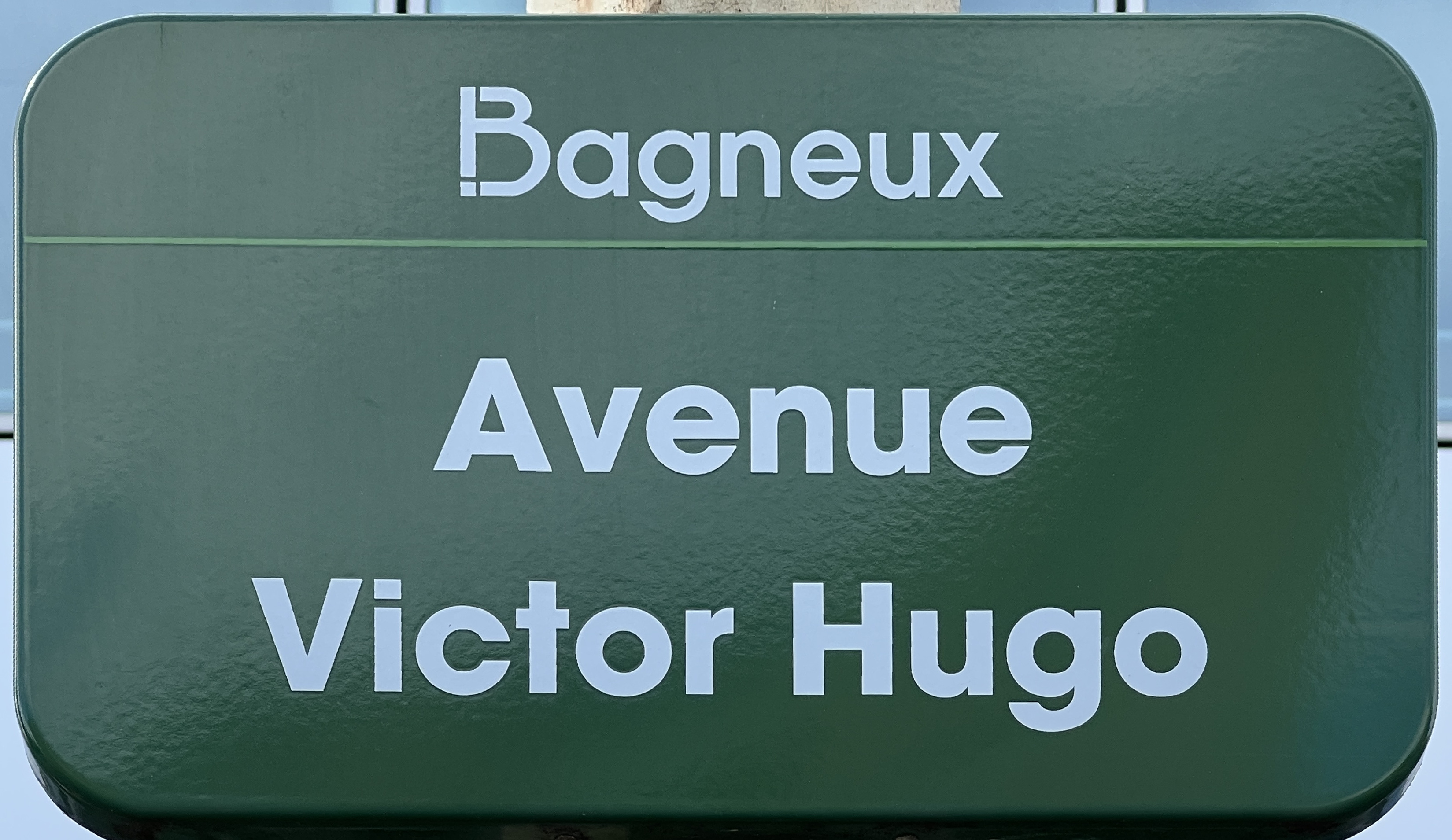
Plaque de l'avenue.

Cette avenue porte le nom du poète, dramaturge, écrivain et homme politique français Victor Hugo (1802-1885).

## Bâtiments remarquables et lieux de mémoire
- Fort de Montrouge.

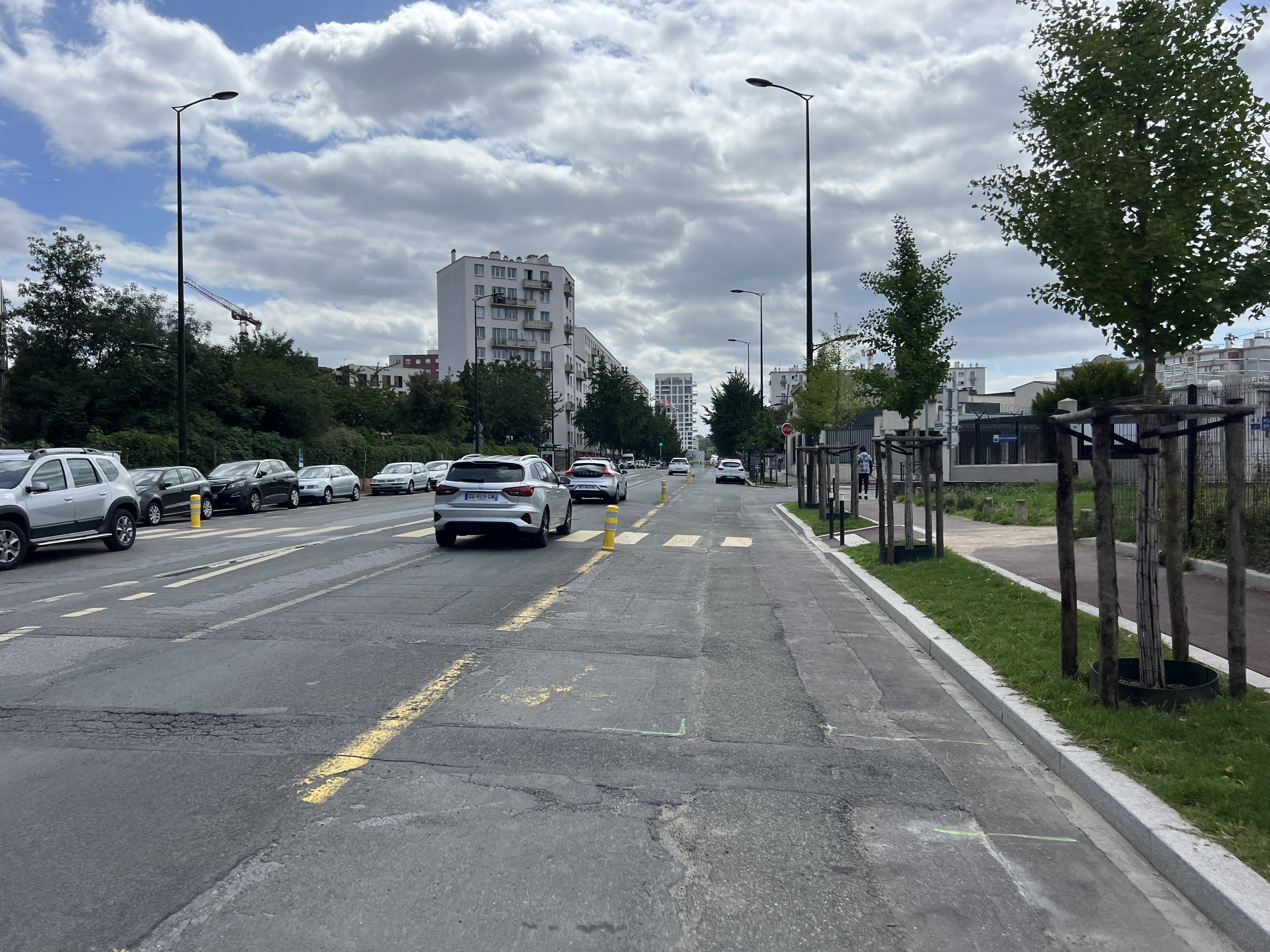
L'avenue en juillet 2023.

- Théâtre Victor-Hugo, inauguré en 1978[4].
- Stèle à la mémoire des fusillés de Châteaubriant[5].
- Église Sainte-Monique de Bagneux, construite entre 1954 et 1963.
- Écoquartier Victor-Hugo[6].
- Au no 40, œuvre de street-art « Extra-natural », créée par Miguel Chevalier et Olivier Costa, récipiendaires de la récompense du « Pinceau d’or 2020 »[7],[8].